# Talaromyces byssochlamydoides
Talaromyces byssochlamydoides är en svampart som beskrevs av Stolk & Samson 1972. Talaromyces byssochlamydoides ingår i släktet Talaromyces och familjen Trichocomaceae.   Inga underarter finns listade i Catalogue of Life.